# Клэтворти, Роберт
Уильям Роберт Клэтворти (декабрь 1911 — 2 марта 1992, Ла-Каньяда-Флинтридж, Калифорния) — американский художник-постановщик кинофильмов.

## Биография
После получения образования Клэтворти начал свою карьеру в кино в возрасте 21 года. В 1943 году он был назначен главным архитектором Universal Studios и работал над своими первыми фильмами для режиссёров Чарльза Ламонта и Роберта Сиодмака, среди прочих. В 1950-х он работал над несколькими вестернами, прежде чем создал здания для фильма Дугласа Сирка «Слова, написанные на ветру», 1956 года. В следующем году он работал с Орсоном Уэллсом над «Печатью зла». Его карьера получила толчок благодаря работе с Альфредом Хичкоком. Клатуорти получил свою первую номинацию на «Оскар» в 1961 году за триллер «Психо».
В 1960-х он несколько раз появлялся с Дорис Дэй, в «Вернись, моя любовь» (1961), «Не посылай мне цветов» (1964) и «Прикосновение норки» (1962), за которые получил вторую номинацию на «Оскар». Наконец, в 1966 году он получил «Оскар» за работу над фильмом Стэнли Крамера «Корабль дураков» (1965). Другие номинации он получил за «Внутренний мир Дэйзи Кловер» (1965) и «Угадай, кто придёт к обеду?» (1967). Клатуорти редко работал на телевидении, за исключением девяти эпизодов вестерна «Сыромятная плеть» в 1959 году и семи эпизодов Диснейленда в период с 1963 по 1964 год. В 1970-х он работал меньше и ушёл из кинобизнеса после своего последнего фильма «Другой мужчина — другая женщина» в 1977 году.

## Избранная фильмография
- 1944: Леди-призрак
- 1944: Рождественские каникулы
- 1944 Не могу не петь
- 1945: Дама в поезде
- 1945: Эта наша любовь
- 1950: Я был магазинным воришкой
- 1952: Проклятие заблудших
- 1954: Синий Мустанг
- 1955 Женщина на пляже
- 1955: В ад и обратно
- 1956: Слова, написанные на ветру
- 1957: Невероятно уменьшающийся человек
- 1957: Часы вышли из строя
- 1958 Печать зла
- 1960: Все любят Поллианну (Поллианна)
- 1960: Психо
- 1960: Полночное кружево
- 1961: Ловушка для родителей
- 1961 Вернись, моя любовь
- 1962 Это прикосновение норки
- 1964: Сказки на ночь
- 1964 Не посылай мне цветов
- 1964: Приглашение в стрелок
- 1965: Корабль дураков
- 1965: Внутренний мир Дэйзи Кловер
- 1967 Угадай, кто придет к обеду
- 1968 Как спасти брак и разрушить свою жизнь
- 1969: Тайна Санта-Виктории
- 1969: Цветок кактуса
- 1972 Бабочки свободны
- 1975: Одинокая работа
- 1975 С полудня до трёх
- 1976: Автомойка
- 1977: Другой мужчина — другая женщина

## Награды
- 1961: номинация на " Оскар " за фильм « Психо» .
- 1963: номинация на «Оскар» за фильм «Прикосновение норки».
- 1966: Оскар за «Корабль дураков»
- 1966: номинация на «Оскар» за фильм «Чертовски сладкий мир»
- 1968: номинация на «Оскар» за фильм «Угадай, кто придет к обеду»